# Munster, Haut-Rhin
Munster är en kommun i departementet Haut-Rhin i regionen Grand Est (tidigare regionen Alsace) i nordöstra Frankrike. Kommunen ligger i kantonen Munster som tillhör arrondissementet Colmar. År 2022 hade Munster 4 709 invånare.

## Befolkningsutveckling
Antalet invånare i kommunen Munster
| Referens: INSEE |